# Álmoš (slavonski in nitranski vladar)
Álmoš (madžarsko Álmos , slovaško Álmoš, hrvaško Almoš), ogrski plemič, vojvoda v Slavoniji, vojvoda v Nitri in v pokrajini Bihar. Bil je pripadnik dinastije Árpádovcev. * ca. 1070, † 1129. 

## Življenje
Ogrski kralj Géza (vladal 1074- 1077) se je okrog leta 1070  poročil s Sofijo Looško, ki je izhajala iz družine Giselberta Looškega. V tej zvezi sta se okrog leta 1070 rodila Koloman in Álmoš. Oče je že nekaj let po začetku svoje vladavine umrl, Álmoš in njegov brat pa sta bila ob njegovi smrti še mladoletna, zato je prestol po načelu starešinstva, po katerem prestol deduje najstarejši vladarjev sorodnik, brez nemirov zasedel brat Ladislav I. Ker Ladislav ni imel potomcev, je vzgajal Gézina sinova. Álmoš je bil poročen s Predslavo, hčerjo Kijevskega velikega kneza Svjatopolka II., v zakonu pa se mu je rodil sin Béla II. Álmoš je umrl leta 1129, preko njega in njegovega sina Béle pa se je dinastija Árpádovcev uspela izogniti izumrtju.

## Dosežki

### Vojvoda (»kralj«) v Slavoniji
Stric Ladislav I. se je leta 1091 vpletel v nasledstvene boje na Hrvaškem, kjer je izumrla dinastija Trpimirovićev. Álmoša je Ladislav leta 1091 (ali 1092) določil za vojvodo oziroma za »kralja« v Slavoniji, brata Kolomana pa na manj pomembno mesto škofa v Váradu. Po eni razlagi naj bi Álmoš boljši politični položaj pridobil zaradi tega, ker mu je kot najstarejšemu Gézinemu sinu nasledstvo pripadalo po načelu primogeniture. Po drugi strani je možno, da je bil Koloman v resnici prvorojenec, toda Ladislav je na prestolu verjetno hotel videti Álmoša, morda zato, ker je bil Koloman po zapisih sodeč grbav in šepav. Toda po Ladislavovi smrti je zaradi neznanih razlogov na prestol prišel prav Koloman.
V času, ko je na ogrskem prestolu sedel Ladislav, in ko je Álmoš upravljal s Slavonijo, so Madžari v Slavoniji celo začeli uvajati županijski sistem po ogrskem vzoru, vendar oslonjen na stari slovanski plemenski osnovi. Álmoševo vojvodstvo (oziroma kraljevanje) nad Slavonijo je bilo kratkotrajno in se je končalo najkasneje leta 1095.

### Vojvoda v Nitri in v Biharju
Nadomestitev vojvodskega položaja v Slavoniji z vojvodskim položajem v Nitri in Biharju ni pojasnjeno. Hrvati, ki so bili verjetno povezani z Bizancem, so za svojega vladarja uspeli izbrati Petra  in temu je morda za kratek čas celo uspelo, da je do leta 1095 Álmoša iz Slavonije pregnal in tudi tam obnovil hrvaško oblast.
Možna je tudi povsem drugačna razlaga- Ladislav, ki je leta  1095 vodil pohod proti češkemu kralju, je med pohodom zbolel in umrl, in ko si je Koloman uspel zagotoviti ogrsko krono, je Álmošu kot drugemu najmočnejšemu ogrskemu politiku po že uveljavljeni tradiciji pripadalo precej obsežnejše in pomembnejše vojvodstvo nad tretjino kraljestva (Tercia pars Regni), sestavljeno iz vojvodine v Nitri  in vojvodine v Biharju (danes županija Hajdú-Bihar in sosednja romunska pokrajina Bihar). Že Ladislav je morda pred svojo smrtjo 29.07.1095 Álmoša poklical iz Slavonije in mu ponudil vojvodski položaj na severu, med tem, ko naj bi za naslednika na prestolu morda določil Kolomana. Kakorkoli že- Álmoš je verjetno že ob nastopu Kolomanove vladavine postal vojvoda v omenjeni tretjini ogrskega kraljestva. To  bi lahko pomenilo, da se je Álmoš v Slavoniji obdržal vse do leta 1095, njegov odhod iz Slavonije na sever pa lahko razlagamo z notranjepolitičnimi razmerami na Ogrskem. 
Velja tudi omeniti, da je Koloman verjetno hotel imeti svojega bojevitega in ukazovalnega brata čim bolj na očeh. Morda je tudi to razlog, da mu je ponudil donosnejše vojvodstvo na severu. Álmoš res ni opustil upov, da bi Kolomanu odvzel kraljevsko oblast. Neuspešno se mu je uprl kar šestkrat, prvič že leta 1098, vsakokrat pa se je skušal opreti na zunanjo pomoč, enkrat na nemško, drugič na rusko ali poljsko. Ko je bil brat leta 1108 zaposlen z bojem za dediščino v kijevski veliki kneževini, je doma Álmoš nadaljeval z akcijami proti vladarju. Povezal se je z nemškim kraljem Henrikom in Čehi, toda Koloman je ta upor zatrl ter sovražne vojske zaustavil. To je pomenilo konec nemškega vpletanja v ogrsko notranjo politiko. Koloman je tedaj Álmoša dal odstaviti s položaja vojvode v Nitri in Biharju, omenjeni vojvodini pa sta tedaj za vedno prenehali obstajati. Ker je bil Álmoš stalna grožnja tako Kolomanu kot njegovemu sinu Štefanu ter izvor nestabilnosti v ogrski državi, ga je dal Koloman po šesti zaroti leta 1113 zajeti in skupaj z njegovim sinom Bélo oslepiti Kralj je menda zaukazal tudi kastracijo sinčka Béle, a naj bi se rabelj otroka usmilil in namesto njega kastriral psa, pasje testise pa prinesel Kolomanu kot dokaz za skopljenje dečka. Takšna kazen je bila v tistih časih primerjalno gledano precej mila, saj je upornik proti oblasti ostal živ.

### Uporni Álmoš pod bizantinsko zaščito
Ladislavova hčer in Álmoševa sestrična Piroška, je bila od leta 1104 bizantinska cesarica z imenom Irena, žena  Ivana II. Komnena. Tako ni čudno, da se je ob Kolomanovi smrti oslepljeni Álmoš umaknil v Bizanc, sina Belo pa je dal skriti v samostan Pécsvárad, tako da niti  naslednik Štefan do smrti ni vedel zanj. Bizantinski cesar je rade volje izkoriščal notranje spore med Árpádovci, zato je Álmošu ponudil zatočišče. Novi ogrski kralj Štefan II. z bizantinsko politiko ni bil zadovoljen- povezal se je s svetorimskim cesarjem in z italijanskimi Normani, nato pa bizantinskega cesarja Ivana II. Komnena pozval, da prežene Álmoša in njegove podpornike iz bizantinskega cesarstva. Ker cesar tej zahtevi ni hotel ugoditi, je Štefan II. Bizantince celo napadel. V tem času je Álmoš leta 1129 v Bizancu umrl,  ko pa je bolehni ogrski kralj iskal naslednika, je nazadnje za to vlogo izbral prav svojega oslepljenega bratranca in Álmoševega sina Bélo.